# Transformatorska postaja
Transformatorska postaja je element električnega omrežja, ki omogoča pretvorbo električne energije iz visoke napetosti v nizko ter obratno.

## Delitev
Glede na način gradnje oz. zasnove delimo transformatorske postaje na:
- prostozračne, ki se nahajajo na prostem in so sestavljena iz energetskih transformatorjev, tokovnih in napetostnih merilnih transformatorjev, ločilnikov in odklopnikov. Preko njih se prenaša električna energija visoke in najvišje napetosti.
- v zaprtih prostorih, ki so del srednjenapetostnih omrežij in so lahko v več oblikah:
  - transformatorske postaje na stebrih
  - betonske transformatorske postaje

Obstajajo tudi razdelilne transformatorske postaje (RTP), ki so del razdelilnega omrežja in skrbijo za oskrbovanje končnih prejemnikov.